# Gustaf Jacobson
Carl Gustaf Emanuel Jacobson, född 12 januari 1881 i Helgona församling, död 10 mars 1946 i Oscars församling, var en svensk historiker, skolman och författare till flera läroböcker för gymnasiet.
Han var son till bankkassör Victor Jacobson och Elisabet Axelsson. Han gifte sig 1919 med Elsa Sundström, född 1884, dotter till godsägaren Bengt Sundström och Hilda Behm.
Gustaf Jacobson blev filosofie kandidat vid Uppsala universitet 1902, filosofie licentiat 1908 och filosofie doktor i historia 1911. Till hans lärare hörde Harald Hjärne, vars biografi han skrev. Han utnämndes till docent i historia vid universitet 1911 och adjunkt vid Uppsala högre allmänna läroverk 1913. Från 1919 och fram till sin död var han lektor vid högre allmänna läroverket å Östermalm i Stockholm. Från 1929 var han även timlärare vid Palmgrenska samskolan.
Han var sekreterare i Karl Johans förbundet 1917-1921, ledamot av läroverkslärarnas riksförbunds styrelse 1930-1933, av kyrkofullmäktige 1931-1940, av kyrkorådet 1933-1940, sakkunnig i ecklesiastikdepartementet 1931-1932. Han blev 1923 ledamot av Samfundet för utgivande av handskrifter rörande Skandinaviens historia. Han var riddare av Nordstjärneorden.
Därutöver skrev han uppsatser och recensioner i tidskrifter och tidningar, biografier i Svenskt biografiskt lexikon, artiklar i Bonniers konversationslexikon, Nordisk familjebok och Kunskapens bok.
Jacobson var engagerad i det pronazistiska Sveriges nationella förbund. Hans bidrag publicerades i tidningen Dagsposten och tidskriften Sverige-Tyskland. Han skrev en essä om Hitler i boken Det kämpande Tyskland (1941). Han framhåller i Allmän historia för gymnasiet: "att Karl XII:s kamp mot tsar Peter kan ur viss synpunkt betraktas som ett försvar för västerländsk kultur och samhällsordning gentemot österns barbari och laglöshet".
En som kritiserade Jacobson var Per Nyström. Mot slutet av kriget konstaterade han att "författaren till de högre svenska skolornas läroböcker i internationell historia tillhörde Dagspostkretsarna. Så värst smickrande för svenskt bildningsväsen är det ju inte".